# Molen van Linden
De molen van Linden is een eigenlijk naamloze windmolen tussen Katwijk en Linden, die in de volksmond weleens "de Lange Linden" wordt genoemd. De molen werd in 1869 herbouwd door Jos van der Steijn. Al na enkele jaren nam mulder Antoon Jetten de molen over.
Zijn nazaten zouden tot op heden de molen in bezit houden. Antoons zoon Piet nam in 1920 de molen van zijn vader over.
Zijn schoonzoon J. van Kempen werd in 1951 eigenaar. In 1954 Werd de molen grondig gerestaureerd.
De molen, die omstreeks 1835 is gebouwd, was aanvankelijk een poldermolen, waar precies is niet bekend. Er wordt gewoonlijk aangenomen dat de molen uit de Zuidplaspolder bij Gouda afkomstig is. In 1869 werd ze overgeplaatst naar de huidige locatie, om aldaar als korenmolen dienst te doen. Doordat de molen na de overplaatsing zonder zogenaamde "veldmuren" op een vierkant gemetseld huis is geplaatst, heeft de molen een zeer eigen en bijzonder uiterlijk.
De molen werd gerestaureerd in 1987 en is in de even weken op donderdagmiddag draaiend te zien en te bezoeken.